# Oxicesta nervosa
Oxicesta nervosa là một loài bướm đêm trong họ Noctuidae.